# Jonas Kangur
Jonas Kangur (ur. 25 lipca 1979) – szwedzki muzyk i instrumentalista, znany pod pseudonimem „Skinny” bądź „Skinny Disco”. Od 2003 roku jest oficjalnym członkiem szwedzkiej grupy industrial/gothic metalowej Deathstars. Wcześniej grał w niej tylko na żywo. Poza Deathstars razem ze swoim kolegą z zespołu, Emilem Nödtveidtem (pseud. „Nightmare Industries”) jest DJ-em i gra w wielu szwedzkich klubach. Uczestniczył w nagrywaniu obu albumów Deathstars, chociaż na Synthetic Generation był tylko sesyjnym muzykiem. 